# Tidiane Sane
Tidiane Sane (10 luglio 1985) è un ex calciatore senegalese, di ruolo centrocampista.

## Carriera

### Club
Ha giocato nella massima serie danese ed in quella turca.